# Sociologia della musica
La sociologia della musica è un settore specifico della disciplina sociologica. In quanto disciplina, essa indaga i rapporti tra la musica, nei suoi più ampi aspetti, e il mondo sociale.

## Origini della disciplina
I primi sociologi ad interessarsi alla musica come componente importante della società sono stati Alfred Schütz e Max Weber. Quest'ultimo, in particolare, interpretava lo sviluppo del rigido sistema tonale in musica come corrispettivo del processo di razionalizzazione della società borghese.
È assiomaticamente condivisibile l'affermazione di Alphonse Silbermann quando dice che l'uomo, nel suo essere sociomusicale, rimane sempre per la sociologia della musica punto di partenza e centro delle sue considerazioni. Anche William James parlava della nostra ‘suscettibilità alla musica’ e se è vero che la musica influenza tutti noi ci può calmare, animare, dare conforto, emozionare, o contribuire a organizzarci e sincronizzarci nel lavoro o nel gioco-, è vero anche che può rivelarsi particolarmente efficace e avere un immenso potenziale terapeutico in pazienti con patologie neurologiche assai diverse. Queste persone possono rispondere in modo intenso e specifico a determinati generi di musica (e a volte quasi ad essi soltanto). Da quando è possibile riconoscere l'ordine tipico del jazz come sistema, con le sue metamorfosi e con le sue svolte, esso ha conquistato tutte le sfere della vita sociale, influenzando comportamenti, gusti, idee, arti, mobili, vestiti, oggetti, linguaggio. In altri termini, da quando è apparso in America agli inizi del colonialismo in Africa e America del 1600 fin poi all'assolutismo illuminato del 1700 –sempreché si voglia far coincidere questa storia col traffico degli schiavi africani- non ha un contenuto specifico: è un dispositivo sociale definito da una temporalità relativamente breve e da cambiamenti veloci, che coinvolgono ambiti diversi della vita collettiva

## Sviluppi successivi
Negli anni trenta e quaranta il settore della sociologia della musica ha trovato in Theodor W. Adorno il più importante esponente, che dedicò vari scritti alla musica classica, al jazz e alle musiche di consumo.
Nei decenni successivi la sociologia americana ha prodotto vari lavori che hanno contribuito a allargare le prospettive di ricerca, come per esempio Howard S. Becker e Richard Peterson.
Anche il più incallito ascoltatore di jazz, essendo mosso da intenti pratico-musicali, sostanzialmente si è limitato a descrivere una situazione meramente tecnica da cui nascevano difficoltà nel comprendere questo tipo di musica. Spesso si è trascurato invece l'aspetto sociologico. Senza dubbio questo non era separabile da quello intrinseco alla musica, come si vuole sottolineare in questo libro, contrapponendoci a taluni virulenti indirizzi che venivano affiorando nella sociologia. I problemi specificamente musicali non si sono potuti eludere, a meno che la sociologia della musica non intendesse restringersi alla mediazione di reazioni soggettive senza tener conto dell'oggetto. E non di meno, l'aspetto sociale avrebbe potuto possedere un momento di autonomia. Da un lato, la società -americana o europea che fosse- aveva costituito il quadro per il jazz e l'improvvisazione. Chi avesse paventato un suo accoglimento senza pensare in pari tempo alla struttura complessiva nella quale tale musica venisse a collocarsi in uno con la possibilità o l'impossibilità del suo accoglimento, avrebbe pensato -e nel senso peggiore- in termini astratti. Dall'altro lato lo stato della società si connetteva profondamente con le difficoltà d'ascolto che sembravano di mera natura musicale

## Contaminazione della disciplina
A partire dagli anni ottanta la sociologia della musica si è contaminata con altre discipline come l'antropologia, l'etnomusicologia, la storia della musica, gli studi sulle sottoculture e la sociologia dell'arte, confluendo nell'ambito interdisciplinare dei popular music studies (cfr. R. Middleton, Popular Music, Feltrinelli, 1990).
Prendiamo l'apparente ostilità di Adorno, la sua giusta critica alle idee primitive di coloro che credevano che gli uomini ascoltassero veramente la musica secondo categorie come 'classica' o 'leggera' (populär), e che dunque identificavano il simbolo verbale adoperato con l'oggetto. A tal proposito è giusto cogliere l'occasione per sottolineare che spesso si attribuisce alle espressioni 'sociologia teoretica' e 'sociologia empirica della musica' un significato reale; peraltro il nostro modo di intendere il concetto di musica nella stratificazione sociale si basa sulla consapevolezza che sotto il profilo squisitamente teoretico-conoscitivo risulta falsa la rigida frattura sociologica. L'unità dialettica di teoria ed empiria, sociologicamente parlando -ma anche per gli altri ambiti scientifici-, appare condizione essenziale della sua esistenza come scienza